# Варшава (линейный корабль)
«Варшава» — парусный линейный корабль Черноморского флота Российской империи, находившийся в составе флота с 1833 по 1850 год, первый 120-пушечный линейный корабль Черноморского флота и последний корабль, построенный И. Я. Осмининым. Во время несения службы по большей части участвовал в практических плаваниях в Чёрном море и перевозке войск, а по окончании службы был разобран.

## Описание корабля
Парусный 120-пушечный трёхдечный линейный корабль. Водоизмещение корабля составляло около 4000 тонн, длина — 62,9 метра, ширина без обшивки — 16,7 метра, глубина интрюма — 6,9, а осадка — 7,5 метра. Скорость судна могла достигать 8 узлов. Вооружение корабля по сведениям из различных источников составляли от 120 до 121 орудий, включавшие шестнадцать 36-фунтовых длинных пушек, десять 36-фунтовых коротких пушек, тридцать две 18-фунтовые и десять 12-фунтовых пушек, шесть 36-фунтовых, одна 24-фунтовая и две 8-фунтовых карронады, а также четыре пудовых «единорога».
Корабль был назван в честь взятия Варшавы русскими войсками во время подавления польского восстания 1830—1831 годов.

## История службы
Линейный корабль «Варшава» был заложен 30 марта (11 апреля) 1832 года на правобережном эллинге Николаевского адмиралтейства и после спуска на воду 6 (18) ноября 1833 года вошёл в состав Черноморского флота России. Строительство вёл кораблестроитель полковник Корпуса корабельных инженеров И. Я. Осминин. При проектировании подводной части корпуса корабля использовался метод параболических кривых, а весь проект шел под руководством адмирала А. С. Грейга.
В кампанию 1834 году корабль «Варшава» выходил в плавание для прохождения испытаний на воде. Испытаниями руководил вице-адмирал М. П. Лазарев, по завершении испытаний вице-адмирал достаточно лестно отзывался о корабле:

Размерения его прекрасны, но надобно сказать, что надводная часть, внутреннее расположение, рангоут и паруса мои. Не уступит никакому английскому, руля во всех отношениях слушает превосходно. Варшава ходит лучше всех кораблей и смотрится во всех отношениях кораблем царским, каких на Балтике никогда не видывали, да и в Англии тоже— М. П. Лазарев Сборник документов. Том 3.
В кампании 1837—1843 годов в составе эскадр кораблей Черноморского флота принимал участие в практических плаваниях в Чёрном море. В 1843 году помимо практических плаваний с июня по август также находился в составе 4-й дивизии контр-адмирала Ф. А. Юрьева, которая осуществляла перевозку 13-й пехотной дивизии из Севастополя в Одессу, а затем обратно в Севастополь. Зимой 1843—1844 годов находился в Севастополе, где подвергся капитальному ремонту. В кампании с 1844 по 1846 год, а также в 1848 году вновь находился в составе практических эскадр в Чёрном море.
По окончании службы в 1850 году линейный корабль «Варшава» был разобран в сухом доке Севастополя «по гнилости».

## Командиры корабля
Командирами линейного корабля «Варшава» в разное время служили:
- капитан 1-го ранга Е. И. Колтовский (1837—1839 годы)[8];
- капитан 2-го ранга, а с 6 (18) декабря 1840 года капитан 1-го ранга Ф. Ф. Матюшкин (1840—1849 годы)[9].